# Llista de topònims de Paüls
Llista de topònims (noms propis de lloc) del municipi de Paüls, al Baix Ebre
Informació actualitzada per un bot. Els canvis manuals es perdran quan s'actualitzi!

## cabana
| imatge | Nom                   | Ubicat a | instància de | Detalls | coordenades                                                          | Protecció | Commons (més fotos) | Dades a WD                    |
| ------ | --------------------- | -------- | ------------ | ------- | -------------------------------------------------------------------- | --------- | ------------------- | ----------------------------- |
|        | pallissa del Cosme    | Paüls    | cabana       |         | 40° 56′ 45″ N, 0° 24′ 52″ E / 40.9459633138735°N,0.414375964951644°E |           |                     | Modifica les dades a Wikidata |
|        | pallissa del Llumanes | Paüls    | cabana       |         | 40° 56′ 34″ N, 0° 25′ 35″ E / 40.9429101720625°N,0.426456696547077°E |           |                     | Modifica les dades a Wikidata |

## casa
| imatge | Nom                                  | Ubicat a | instància de | Detalls                                  | coordenades                                                                       | Protecció                                  | Commons (més fotos)                          | Dades a WD                    |
| ------ | ------------------------------------ | -------- | ------------ | ---------------------------------------- | --------------------------------------------------------------------------------- | ------------------------------------------ | -------------------------------------------- | ----------------------------- |
|        | Casa popular al carrer Ca la Vila, 8 | Paüls    | casa         | Estil: arquitectura popular              | 40° 55′ 20″ N, 0° 23′ 55″ E / 40.922269°N,0.398683°E ca:C. Ca la Vila, 8 363 msnm | bé cultural d'interès local                | Casa popular al carrer Ca la Vila, 8 (Paüls) | Modifica les dades a Wikidata |
|        | l'Abadia                             | Paüls    | casa         | Estil: arquitectura popular 13rd century | 40° 55′ 20″ N, 0° 23′ 55″ E / 40.922198°N,0.398569°E ca:C. Ca la Vila, 4 363 msnm | bé integrant del patrimoni cultural català | L'Abadia (Paüls)                             | Modifica les dades a Wikidata |

## corral
| imatge | Nom                     | Ubicat a | instància de | Detalls | coordenades                                                          | Protecció | Commons (més fotos) | Dades a WD                    |
| ------ | ----------------------- | -------- | ------------ | ------- | -------------------------------------------------------------------- | --------- | ------------------- | ----------------------------- |
|        | Corralissa de la Refoia | Paüls    | corral       |         | 40° 57′ 04″ N, 0° 23′ 34″ E / 40.9510811953537°N,0.39287557661021°E  |           |                     | Modifica les dades a Wikidata |
|        | corral de Boix          | Paüls    | corral       |         | 40° 56′ 41″ N, 0° 25′ 28″ E / 40.944583545467°N,0.42454884408487°E   |           |                     | Modifica les dades a Wikidata |
|        | corral de l'Isidro      | Paüls    | corral       |         | 40° 55′ 22″ N, 0° 26′ 07″ E / 40.9227178348855°N,0.435410522834127°E |           |                     | Modifica les dades a Wikidata |
|        | corral de la Coma       | Paüls    | corral       |         | 40° 54′ 53″ N, 0° 25′ 03″ E / 40.9148330349488°N,0.417501668104277°E |           |                     | Modifica les dades a Wikidata |
|        | corral del Carlet       | Paüls    | corral       |         | 40° 55′ 17″ N, 0° 23′ 20″ E / 40.9214776142068°N,0.389005188604877°E |           |                     | Modifica les dades a Wikidata |
|        | corral del Manarrosso   | Paüls    | corral       |         | 40° 55′ 41″ N, 0° 23′ 11″ E / 40.9281918589325°N,0.386401214351398°E |           |                     | Modifica les dades a Wikidata |
|        | corral del Messià       | Paüls    | corral       |         | 40° 54′ 16″ N, 0° 22′ 49″ E / 40.904569690996°N,0.380197287999816°E  |           |                     | Modifica les dades a Wikidata |
|        | corral del Portal       | Paüls    | corral       |         | 40° 54′ 11″ N, 0° 23′ 25″ E / 40.9029866692195°N,0.390219747823521°E |           |                     | Modifica les dades a Wikidata |
|        | corral del Roc          | Paüls    | corral       |         | 40° 56′ 18″ N, 0° 26′ 38″ E / 40.9383081213169°N,0.443881739875621°E |           |                     | Modifica les dades a Wikidata |
|        | corral del Vinyes       | Paüls    | corral       |         | 40° 55′ 56″ N, 0° 23′ 55″ E / 40.9323313950513°N,0.398577650610691°E |           |                     | Modifica les dades a Wikidata |

## cova
| imatge | Nom                    | Ubicat a | instància de | Detalls | coordenades                                                          | Protecció | Commons (més fotos) | Dades a WD                    |
| ------ | ---------------------- | -------- | ------------ | ------- | -------------------------------------------------------------------- | --------- | ------------------- | ----------------------------- |
|        | Foradades de Mola Rasa | Paüls    | cova         |         | 40° 57′ 32″ N, 0° 25′ 22″ E / 40.9589484299511°N,0.422684904968258°E |           |                     | Modifica les dades a Wikidata |
|        | cova d'en Rellà        | Paüls    | cova         |         | 40° 54′ 33″ N, 0° 22′ 33″ E / 40.9092812120446°N,0.375879637335703°E |           |                     | Modifica les dades a Wikidata |
|        | cova de Llop           | Paüls    | cova         |         | 40° 55′ 14″ N, 0° 22′ 30″ E / 40.9206659879281°N,0.375084752696121°E |           |                     | Modifica les dades a Wikidata |
|        | cova de les Gotelleres | Paüls    | cova         |         | 40° 54′ 34″ N, 0° 25′ 53″ E / 40.9095755790061°N,0.43132406917169°E  |           |                     | Modifica les dades a Wikidata |

## església
| imatge | Nom                          | Ubicat a | instància de    | Detalls                     | coordenades                                                 | Protecció                                  | Commons (més fotos)        | Dades a WD                    |
| ------ | ---------------------------- | -------- | --------------- | --------------------------- | ----------------------------------------------------------- | ------------------------------------------ | -------------------------- | ----------------------------- |
|        | Ermita de Sant Roc           | Paüls    | església ermita | Estil: arquitectura popular | 40° 55′ 15″ N, 0° 23′ 07″ E / 40.9208°N,0.385272°E          | bé cultural d'interès local                | Ermita de Sant Roc (Paüls) | Modifica les dades a Wikidata |
|        | Santa Maria de Paüls         | Paüls    | església        | Estil: arquitectura gòtica  | 40° 55′ 20″ N, 0° 23′ 54″ E / 40.9223°N,0.398329°E 379 msnm | bé cultural d'interès local                | Santa Maria de Paüls       | Modifica les dades a Wikidata |
|        | església parroquial de Paüls | Paüls    | església        |                             | 40° 55′ 17″ N, 0° 23′ 54″ E / 40.921505°N,0.398227°E        | bé integrant del patrimoni cultural català |                            | Modifica les dades a Wikidata |

## font
| imatge | Nom               | Ubicat a | instància de | Detalls | coordenades                                                          | Protecció | Commons (més fotos) | Dades a WD                    |
| ------ | ----------------- | -------- | ------------ | ------- | -------------------------------------------------------------------- | --------- | ------------------- | ----------------------------- |
|        | font Blanca       | Paüls    | font         |         | 40° 56′ 47″ N, 0° 27′ 18″ E / 40.9463522061794°N,0.454904023948678°E |           |                     | Modifica les dades a Wikidata |
|        | font de la Nespra | Paüls    | font         |         | 40° 53′ 05″ N, 0° 22′ 18″ E / 40.8847640754275°N,0.371532136346964°E |           |                     | Modifica les dades a Wikidata |
|        | font del Fangar   | Paüls    | font         |         | 40° 56′ 44″ N, 0° 27′ 38″ E / 40.9455406485548°N,0.460577701999316°E |           |                     | Modifica les dades a Wikidata |
|        | les Fonts         | Paüls    | font         |         | 40° 55′ 29″ N, 0° 26′ 18″ E / 40.9247755606872°N,0.438430348516128°E |           |                     | Modifica les dades a Wikidata |

## granja
| imatge | Nom                  | Ubicat a | instància de | Detalls | coordenades                                                          | Protecció | Commons (més fotos) | Dades a WD                    |
| ------ | -------------------- | -------- | ------------ | ------- | -------------------------------------------------------------------- | --------- | ------------------- | ----------------------------- |
|        | Granges del Cocs     | Paüls    | granja       |         | 40° 54′ 57″ N, 0° 23′ 49″ E / 40.9158090167413°N,0.396827443304616°E |           |                     | Modifica les dades a Wikidata |
|        | Granges del Pavet    | Paüls    | granja       |         | 40° 55′ 36″ N, 0° 24′ 25″ E / 40.9265574652155°N,0.406950818453363°E |           |                     | Modifica les dades a Wikidata |
|        | Granja de l'Escobedo | Paüls    | granja       |         | 40° 54′ 51″ N, 0° 23′ 45″ E / 40.9140546645793°N,0.395720857883834°E |           |                     | Modifica les dades a Wikidata |
|        | Granja de l'Àngel    | Paüls    | granja       |         | 40° 55′ 40″ N, 0° 24′ 29″ E / 40.9279162939165°N,0.408097111601509°E |           |                     | Modifica les dades a Wikidata |
|        | Granja de la Manela  | Paüls    | granja       |         | 40° 55′ 35″ N, 0° 23′ 54″ E / 40.9264516954824°N,0.398262128916752°E |           |                     | Modifica les dades a Wikidata |
|        | Granja del Gaiteret  | Paüls    | granja       |         | 40° 55′ 39″ N, 0° 24′ 16″ E / 40.927601665698°N,0.404522965065631°E  |           |                     | Modifica les dades a Wikidata |
|        | Granja del Lugar     | Paüls    | granja       |         | 40° 55′ 44″ N, 0° 24′ 40″ E / 40.9288474247963°N,0.411053425944316°E |           |                     | Modifica les dades a Wikidata |
|        | Granja del Paco      | Paüls    | granja       |         | 40° 55′ 46″ N, 0° 24′ 31″ E / 40.929412356105°N,0.408537403475681°E  |           |                     | Modifica les dades a Wikidata |
|        | Granja del Roio      | Paüls    | granja       |         | 40° 55′ 28″ N, 0° 24′ 15″ E / 40.9245061578045°N,0.404252280079259°E |           |                     | Modifica les dades a Wikidata |
|        | Granja del Tort      | Paüls    | granja       |         | 40° 55′ 15″ N, 0° 23′ 51″ E / 40.9209217730773°N,0.397481680008569°E |           |                     | Modifica les dades a Wikidata |
|        | Granja dels Mures    | Paüls    | granja       |         | 40° 55′ 35″ N, 0° 24′ 19″ E / 40.9263588929559°N,0.405331651282849°E |           |                     | Modifica les dades a Wikidata |

## masia
| imatge | Nom                       | Ubicat a | instància de | Detalls | coordenades                                                          | Protecció | Commons (més fotos) | Dades a WD                    |
| ------ | ------------------------- | -------- | ------------ | ------- | -------------------------------------------------------------------- | --------- | ------------------- | ----------------------------- |
|        | Boïgal del Serena         | Paüls    | masia        |         | 40° 55′ 15″ N, 0° 24′ 06″ E / 40.9207621620663°N,0.401584620401325°E |           |                     | Modifica les dades a Wikidata |
|        | Caseta de Morrut          | Paüls    | masia        |         | 40° 55′ 09″ N, 0° 23′ 03″ E / 40.9191227913677°N,0.384063294070308°E |           |                     | Modifica les dades a Wikidata |
|        | Caseta de Muntanya        | Paüls    | masia        |         | 40° 54′ 39″ N, 0° 26′ 09″ E / 40.9107818216263°N,0.435741482826179°E |           |                     | Modifica les dades a Wikidata |
|        | Caseta de l'Acua          | Paüls    | masia        |         | 40° 55′ 52″ N, 0° 25′ 58″ E / 40.9311611290921°N,0.43274421932709°E  |           |                     | Modifica les dades a Wikidata |
|        | Caseta de l'Arrel         | Paüls    | masia        |         | 40° 57′ 22″ N, 0° 26′ 26″ E / 40.9561940270591°N,0.440542061812949°E |           |                     | Modifica les dades a Wikidata |
|        | Caseta de la Joana        | Paüls    | masia        |         | 40° 55′ 08″ N, 0° 23′ 05″ E / 40.9188215604307°N,0.384680754739909°E |           |                     | Modifica les dades a Wikidata |
|        | Caseta de la Manela       | Paüls    | masia        |         | 40° 54′ 16″ N, 0° 22′ 37″ E / 40.9044409659331°N,0.376913975092487°E |           |                     | Modifica les dades a Wikidata |
|        | Caseta del Carlet         | Paüls    | masia        |         | 40° 55′ 18″ N, 0° 23′ 13″ E / 40.9217831287945°N,0.386986351689198°E |           |                     | Modifica les dades a Wikidata |
|        | Caseta del Comunet        | Paüls    | masia        |         | 40° 56′ 13″ N, 0° 26′ 03″ E / 40.9370193477804°N,0.434120726412996°E |           |                     | Modifica les dades a Wikidata |
|        | Caseta del Cotx           | Paüls    | masia        |         | 40° 55′ 08″ N, 0° 23′ 24″ E / 40.9187702685278°N,0.389966729050394°E |           |                     | Modifica les dades a Wikidata |
|        | Caseta del Flores         | Paüls    | masia        |         | 40° 55′ 34″ N, 0° 26′ 20″ E / 40.9262066860705°N,0.438790690979606°E |           |                     | Modifica les dades a Wikidata |
|        | Caseta del Gaiteret       | Paüls    | masia        |         | 40° 54′ 01″ N, 0° 22′ 59″ E / 40.9002137125653°N,0.38312329080715°E  |           |                     | Modifica les dades a Wikidata |
|        | Caseta del Garí           | Paüls    | masia        |         | 40° 55′ 52″ N, 0° 26′ 20″ E / 40.9311007077916°N,0.438934125023996°E |           |                     | Modifica les dades a Wikidata |
|        | Caseta del Llúcio         | Paüls    | masia        |         | 40° 54′ 05″ N, 0° 23′ 04″ E / 40.9014123887502°N,0.384346203823682°E |           |                     | Modifica les dades a Wikidata |
|        | Caseta del Manarrosso     | Paüls    | masia        |         | 40° 55′ 37″ N, 0° 23′ 40″ E / 40.9270699814982°N,0.394532691109406°E |           |                     | Modifica les dades a Wikidata |
|        | Caseta del Manyà          | Paüls    | masia        |         | 40° 55′ 09″ N, 0° 23′ 01″ E / 40.9192821904385°N,0.383546417690654°E |           |                     | Modifica les dades a Wikidata |
|        | Caseta del Marto          | Paüls    | masia        |         | 40° 55′ 08″ N, 0° 23′ 09″ E / 40.9189575419897°N,0.385910295526704°E |           |                     | Modifica les dades a Wikidata |
|        | Caseta del Pipa           | Paüls    | masia        |         | 40° 55′ 12″ N, 0° 23′ 38″ E / 40.9200652766266°N,0.393858016306934°E |           |                     | Modifica les dades a Wikidata |
|        | Caseta del Pubill         | Paüls    | masia        |         | 40° 55′ 12″ N, 0° 22′ 56″ E / 40.9198840970686°N,0.382287745161809°E |           |                     | Modifica les dades a Wikidata |
|        | Caseta del Rei            | Paüls    | masia        |         | 40° 56′ 55″ N, 0° 24′ 59″ E / 40.9486651820098°N,0.416373164337512°E |           |                     | Modifica les dades a Wikidata |
|        | Caseta del Roio           | Paüls    | masia        |         | 40° 55′ 02″ N, 0° 23′ 09″ E / 40.91735961078°N,0.385747687004457°E   |           |                     | Modifica les dades a Wikidata |
|        | Caseta del Serafí         | Paüls    | masia        |         | 40° 54′ 00″ N, 0° 23′ 22″ E / 40.8998899306693°N,0.389498734956576°E |           |                     | Modifica les dades a Wikidata |
|        | Caseta dels Xenels        | Paüls    | masia        |         | 40° 55′ 09″ N, 0° 23′ 13″ E / 40.9191762373368°N,0.386815980923441°E |           |                     | Modifica les dades a Wikidata |
|        | Confaneca del Boix        | Paüls    | masia        |         | 40° 55′ 03″ N, 0° 24′ 13″ E / 40.9174332260347°N,0.403745492871453°E |           |                     | Modifica les dades a Wikidata |
|        | Mas de Doverenc           | Paüls    | masia        |         | 40° 54′ 27″ N, 0° 22′ 47″ E / 40.907544411447°N,0.37968687425945°E   |           |                     | Modifica les dades a Wikidata |
|        | Mas de Quinse             | Paüls    | masia        |         | 40° 53′ 57″ N, 0° 23′ 27″ E / 40.8991016351197°N,0.390882987968822°E |           |                     | Modifica les dades a Wikidata |
|        | Mas de Ramon de la Nora   | Paüls    | masia        |         | 40° 55′ 48″ N, 0° 26′ 53″ E / 40.9299431871809°N,0.448064087188487°E |           |                     | Modifica les dades a Wikidata |
|        | Mas de l'Agustí           | Paüls    | masia        |         | 40° 54′ 26″ N, 0° 24′ 08″ E / 40.907154724736°N,0.40225878832539°E   |           |                     | Modifica les dades a Wikidata |
|        | Mas de l'Amat             | Paüls    | masia        |         | 40° 56′ 54″ N, 0° 25′ 58″ E / 40.948368607156°N,0.43271719107993°E   |           |                     | Modifica les dades a Wikidata |
|        | Mas de l'Arrel            | Paüls    | masia        |         | 40° 57′ 23″ N, 0° 26′ 23″ E / 40.9563359707715°N,0.439633630193489°E |           |                     | Modifica les dades a Wikidata |
|        | Mas de l'Auberó           | Paüls    | masia        |         | 40° 56′ 46″ N, 0° 26′ 10″ E / 40.9461003136051°N,0.436227985513603°E |           |                     | Modifica les dades a Wikidata |
|        | Mas de l'Aufarinc         | Paüls    | masia        |         | 40° 56′ 31″ N, 0° 25′ 31″ E / 40.941957800956°N,0.425353376593907°E  |           |                     | Modifica les dades a Wikidata |
|        | Mas de l'Aures            | Paüls    | masia        |         | 40° 57′ 17″ N, 0° 25′ 57″ E / 40.9546163816014°N,0.432381694524287°E |           |                     | Modifica les dades a Wikidata |
|        | Mas de l'Isidro           | Paüls    | masia        |         | 40° 55′ 38″ N, 0° 25′ 33″ E / 40.9271797396376°N,0.425868052020837°E |           |                     | Modifica les dades a Wikidata |
|        | Mas de la Bosquerola      | Paüls    | masia        |         | 40° 56′ 50″ N, 0° 24′ 50″ E / 40.9472916652398°N,0.41376579389457°E  |           |                     | Modifica les dades a Wikidata |
|        | Mas de la Tona            | Paüls    | masia        |         | 40° 54′ 08″ N, 0° 23′ 55″ E / 40.9023144805424°N,0.39873403019372°E  |           |                     | Modifica les dades a Wikidata |
|        | Mas de les Carboneres     | Paüls    | masia        |         | 40° 57′ 14″ N, 0° 26′ 43″ E / 40.9540212553409°N,0.445318811445626°E |           |                     | Modifica les dades a Wikidata |
|        | Mas de les Glòries        | Paüls    | masia        |         | 40° 55′ 33″ N, 0° 23′ 22″ E / 40.9258285660437°N,0.389427593840664°E |           |                     | Modifica les dades a Wikidata |
|        | Mas del Balica            | Paüls    | masia        |         | 40° 54′ 22″ N, 0° 23′ 12″ E / 40.9062222441647°N,0.386732743018286°E |           |                     | Modifica les dades a Wikidata |
|        | Mas del Baua              | Paüls    | masia        |         | 40° 55′ 47″ N, 0° 25′ 32″ E / 40.9296423508496°N,0.425629906869865°E |           |                     | Modifica les dades a Wikidata |
|        | Mas del Bernat            | Paüls    | masia        |         | 40° 54′ 46″ N, 0° 24′ 05″ E / 40.9127163479358°N,0.401472438968684°E |           |                     | Modifica les dades a Wikidata |
|        | Mas del Bilon             | Paüls    | masia        |         | 40° 55′ 02″ N, 0° 23′ 42″ E / 40.9171901196343°N,0.394968413277347°E |           |                     | Modifica les dades a Wikidata |
|        | Mas del Blanco            | Paüls    | masia        |         | 40° 54′ 54″ N, 0° 24′ 21″ E / 40.9149607599301°N,0.405943878703511°E |           |                     | Modifica les dades a Wikidata |
|        | Mas del Borrim            | Paüls    | masia        |         | 40° 54′ 15″ N, 0° 23′ 54″ E / 40.9042846410777°N,0.398229409974501°E |           |                     | Modifica les dades a Wikidata |
|        | Mas del Cabossa           | Paüls    | masia        |         | 40° 53′ 32″ N, 0° 23′ 02″ E / 40.892327143042°N,0.38384851766951°E   |           |                     | Modifica les dades a Wikidata |
|        | Mas del Cambrai           | Paüls    | masia        |         | 40° 56′ 52″ N, 0° 25′ 37″ E / 40.9476771337866°N,0.426960504676714°E |           |                     | Modifica les dades a Wikidata |
|        | Mas del Colau             | Paüls    | masia        |         | 40° 56′ 38″ N, 0° 25′ 42″ E / 40.9439223652271°N,0.428222927401709°E |           |                     | Modifica les dades a Wikidata |
|        | Mas del Cosme             | Paüls    | masia        |         | 40° 56′ 49″ N, 0° 24′ 54″ E / 40.9469419325303°N,0.415038636968533°E |           |                     | Modifica les dades a Wikidata |
|        | Mas del Fandos            | Paüls    | masia        |         | 40° 53′ 53″ N, 0° 23′ 28″ E / 40.8981359136835°N,0.391193978105477°E |           |                     | Modifica les dades a Wikidata |
|        | Mas del Ferrer            | Paüls    | masia        |         | 40° 56′ 24″ N, 0° 25′ 07″ E / 40.9398642279623°N,0.418735603069461°E |           |                     | Modifica les dades a Wikidata |
|        | Mas del Gabino            | Paüls    | masia        |         | 40° 54′ 45″ N, 0° 23′ 23″ E / 40.9123691528324°N,0.389696241336401°E |           |                     | Modifica les dades a Wikidata |
|        | Mas del German            | Paüls    | masia        |         | 40° 54′ 04″ N, 0° 23′ 24″ E / 40.9011465701369°N,0.390102192715511°E |           |                     | Modifica les dades a Wikidata |
|        | Mas del Guitarrer         | Paüls    | masia        |         | 40° 55′ 13″ N, 0° 25′ 55″ E / 40.9201883811336°N,0.431839180149312°E |           |                     | Modifica les dades a Wikidata |
|        | Mas del Joan de la Refora | Paüls    | masia        |         | 40° 55′ 07″ N, 0° 25′ 47″ E / 40.918616981498°N,0.429632091554409°E  |           |                     | Modifica les dades a Wikidata |
|        | Mas del Jordi             | Paüls    | masia        |         | 40° 56′ 23″ N, 0° 23′ 30″ E / 40.9397152245498°N,0.391719342580868°E |           |                     | Modifica les dades a Wikidata |
|        | Mas del Llumanes          | Paüls    | masia        |         | 40° 56′ 33″ N, 0° 25′ 33″ E / 40.9424789762252°N,0.425701352711189°E |           |                     | Modifica les dades a Wikidata |
|        | Mas del Llóbrec           | Paüls    | masia        |         | 40° 56′ 06″ N, 0° 26′ 14″ E / 40.9349885319467°N,0.437168611672328°E |           |                     | Modifica les dades a Wikidata |
|        | Mas del Llúcio            | Paüls    | masia        |         | 40° 54′ 06″ N, 0° 22′ 59″ E / 40.901672085826°N,0.383089513201752°E  |           |                     | Modifica les dades a Wikidata |
|        | Mas del Lugar             | Paüls    | masia        |         | 40° 53′ 55″ N, 0° 22′ 45″ E / 40.8985668808763°N,0.379223518874118°E |           |                     | Modifica les dades a Wikidata |
|        | Mas del Matiner           | Paüls    | masia        |         | 40° 56′ 36″ N, 0° 24′ 22″ E / 40.9433185040348°N,0.406104855704869°E |           |                     | Modifica les dades a Wikidata |
|        | Mas del Messià            | Paüls    | masia        |         | 40° 54′ 16″ N, 0° 22′ 56″ E / 40.904453796792°N,0.382231886387609°E  |           |                     | Modifica les dades a Wikidata |
|        | Mas del Mures             | Paüls    | masia        |         | 40° 55′ 21″ N, 0° 23′ 11″ E / 40.9224819405646°N,0.386424448108404°E |           |                     | Modifica les dades a Wikidata |
|        | Mas del Pavet             | Paüls    | masia        |         | 40° 54′ 42″ N, 0° 24′ 30″ E / 40.9117723162803°N,0.4083481674247°E   |           |                     | Modifica les dades a Wikidata |
|        | Mas del Pentinat          | Paüls    | masia        |         | 40° 56′ 46″ N, 0° 25′ 36″ E / 40.946137194495°N,0.42656891578567°E   |           |                     | Modifica les dades a Wikidata |
|        | Mas del Pipa              | Paüls    | masia        |         | 40° 56′ 02″ N, 0° 23′ 43″ E / 40.9338248524683°N,0.395312303235882°E |           |                     | Modifica les dades a Wikidata |
|        | Mas del Ploron            | Paüls    | masia        |         | 40° 54′ 01″ N, 0° 22′ 51″ E / 40.9003583453446°N,0.380767180163233°E |           |                     | Modifica les dades a Wikidata |
|        | Mas del Pol               | Paüls    | masia        |         | 40° 55′ 38″ N, 0° 23′ 33″ E / 40.9272686741542°N,0.392565410685841°E |           |                     | Modifica les dades a Wikidata |
|        | Mas del Portal            | Paüls    | masia        |         | 40° 54′ 18″ N, 0° 23′ 32″ E / 40.9050464848841°N,0.392085659367148°E |           |                     | Modifica les dades a Wikidata |
|        | Mas del Quinze            | Paüls    | masia        |         | 40° 55′ 32″ N, 0° 23′ 01″ E / 40.9255090841794°N,0.383680675894169°E |           |                     | Modifica les dades a Wikidata |
|        | Mas del Rei               | Paüls    | masia        |         | 40° 57′ 07″ N, 0° 25′ 44″ E / 40.9519729873281°N,0.428955793966331°E |           |                     | Modifica les dades a Wikidata |
|        | Mas del Roc               | Paüls    | masia        |         | 40° 56′ 28″ N, 0° 26′ 31″ E / 40.9409962102869°N,0.442031958944458°E |           |                     | Modifica les dades a Wikidata |
|        | Mas del Rosildet          | Paüls    | masia        |         | 40° 55′ 11″ N, 0° 26′ 04″ E / 40.9197843831059°N,0.434324680030694°E |           |                     | Modifica les dades a Wikidata |
|        | Mas del Rosildo           | Paüls    | masia        |         | 40° 55′ 43″ N, 0° 25′ 33″ E / 40.9284960144486°N,0.425923820147261°E |           |                     | Modifica les dades a Wikidata |
|        | Mas del Sanç              | Paüls    | masia        |         | 40° 56′ 02″ N, 0° 25′ 56″ E / 40.9338982429237°N,0.432293767585242°E |           |                     | Modifica les dades a Wikidata |
|        | Mas del Serrano           | Paüls    | masia        |         | 40° 56′ 31″ N, 0° 24′ 13″ E / 40.942012305798°N,0.403697198364766°E  |           |                     | Modifica les dades a Wikidata |
|        | Mas del Somega            | Paüls    | masia        |         | 40° 56′ 56″ N, 0° 25′ 05″ E / 40.948954405059°N,0.418025014132024°E  |           |                     | Modifica les dades a Wikidata |
|        | Mas del Sopi              | Paüls    | masia        |         | 40° 57′ 10″ N, 0° 24′ 53″ E / 40.9528083002301°N,0.414762163444121°E |           |                     | Modifica les dades a Wikidata |
|        | Mas del Tabola            | Paüls    | masia        |         | 40° 56′ 43″ N, 0° 26′ 53″ E / 40.9453262234437°N,0.448018041428092°E |           |                     | Modifica les dades a Wikidata |
|        | Mas del Tano              | Paüls    | masia        |         | 40° 54′ 57″ N, 0° 23′ 06″ E / 40.9157940237594°N,0.385025754129569°E |           |                     | Modifica les dades a Wikidata |
|        | Mas del Torrat            | Paüls    | masia        |         | 40° 54′ 28″ N, 0° 22′ 41″ E / 40.9078627128096°N,0.378060855146945°E |           |                     | Modifica les dades a Wikidata |
|        | Mas del Vinya             | Paüls    | masia        |         | 40° 56′ 41″ N, 0° 24′ 38″ E / 40.9446059528733°N,0.41048520753753°E  |           |                     | Modifica les dades a Wikidata |
|        | Mas del Vinyeta           | Paüls    | masia        |         | 40° 56′ 42″ N, 0° 24′ 34″ E / 40.944927644589°N,0.409569846427381°E  |           |                     | Modifica les dades a Wikidata |
|        | Mas dels Tortosins        | Paüls    | masia        |         | 40° 56′ 44″ N, 0° 26′ 15″ E / 40.9455949648162°N,0.437399798748195°E |           |                     | Modifica les dades a Wikidata |
|        | Maset de l'Aufarinc       | Paüls    | masia        |         | 40° 57′ 00″ N, 0° 25′ 13″ E / 40.9500128232927°N,0.420240898799429°E |           |                     | Modifica les dades a Wikidata |
|        | Masos del Cepet           | Paüls    | masia        |         | 40° 55′ 33″ N, 0° 24′ 58″ E / 40.92592283288°N,0.415989043423393°E   |           |                     | Modifica les dades a Wikidata |
|        | Vall de Vinyes del Ferrer | Paüls    | masia        |         | 40° 56′ 01″ N, 0° 25′ 03″ E / 40.9335601632273°N,0.417567816503524°E |           |                     | Modifica les dades a Wikidata |
|        | Vall de Vinyes del Sereno | Paüls    | masia        |         | 40° 56′ 12″ N, 0° 25′ 09″ E / 40.9365681752748°N,0.419160927513117°E |           |                     | Modifica les dades a Wikidata |
|        | Venta del Fangar          | Paüls    | masia        |         | 40° 56′ 42″ N, 0° 27′ 38″ E / 40.9450827223802°N,0.460642770484297°E |           |                     | Modifica les dades a Wikidata |
|        | les Sorts del Marreco     | Paüls    | masia        |         | 40° 55′ 11″ N, 0° 24′ 22″ E / 40.919765033666°N,0.406100287891826°E  |           |                     | Modifica les dades a Wikidata |
|        | les Sorts del Quico       | Paüls    | masia        |         | 40° 55′ 18″ N, 0° 24′ 46″ E / 40.9216872177661°N,0.412674865319363°E |           |                     | Modifica les dades a Wikidata |
|        | les Sorts del Serena      | Paüls    | masia        |         | 40° 55′ 09″ N, 0° 24′ 34″ E / 40.9192182822819°N,0.409422691653764°E |           |                     | Modifica les dades a Wikidata |
|        | lo Bru de la Piu          | Paüls    | masia        |         | 40° 56′ 30″ N, 0° 26′ 42″ E / 40.941738302595°N,0.445032261592628°E  |           |                     | Modifica les dades a Wikidata |
|        | lo Moledor                | Paüls    | masia        |         | 40° 55′ 24″ N, 0° 23′ 57″ E / 40.9232482460742°N,0.399195336709975°E |           |                     | Modifica les dades a Wikidata |
|        | los Albadars del Vinyes   | Paüls    | masia        |         | 40° 55′ 55″ N, 0° 23′ 56″ E / 40.9318452869174°N,0.398988652012642°E |           |                     | Modifica les dades a Wikidata |

## muntanya
| imatge | Nom                      | Ubicat a                                  | instància de | Detalls | coordenades | Protecció | Commons (més fotos)              | Dades a WD                    |
| ------ | ------------------------ | ----------------------------------------- | ------------ | ------- | --- | --------- | -------------------------------- | ----------------------------- |
|        | Lo Ganyol                | Paüls                                     | muntanya     |         | 40° 56′ 20″ N, 0° 26′ 37″ E / 40.9389°N,0.443583°E 396.1 msnm                                                                       |           |                                  | Modifica les dades a Wikidata |
|        | Mola Grossa              | Paüls Prat de Comte                       | muntanya     |         | 40° 56′ 36″ N, 0° 22′ 57″ E / 40.9434°N,0.382414°E 1045 msnm                                                                        |           |                                  | Modifica les dades a Wikidata |
|        | Mola Rasa                | Paüls Prat de Comte                       | muntanya     |         | 40° 57′ 38″ N, 0° 25′ 20″ E / 40.96052778°N,0.42225°E 40° 57′ 38″ N, 0° 25′ 20″ E / 40.960555555556°N,0.42222222222222°E 641.4 msnm |           |                                  | Modifica les dades a Wikidata |
|        | Mola de Garí             | Prat de Comte Paüls                       | muntanya     |         | 40° 56′ 41″ N, 0° 23′ 15″ E / 40.9448°N,0.387369°E 1019.4 msnm                                                                      |           |                                  | Modifica les dades a Wikidata |
|        | Mola del Pau             | Paüls                                     | muntanya     |         | 40° 57′ 10″ N, 0° 26′ 13″ E / 40.95275°N,0.43683333°E 325.8 msnm                                                                    |           |                                  | Modifica les dades a Wikidata |
|        | Moles Llargues           | Paüls                                     | muntanya     |         | 40° 57′ 29″ N, 0° 26′ 16″ E / 40.958°N,0.437639°E 276.7 msnm                                                                        |           |                                  | Modifica les dades a Wikidata |
|        | Moleta de les Canals     | Paüls Horta de Sant Joan                  | muntanya     |         | 40° 54′ 33″ N, 0° 21′ 46″ E / 40.909033°N,0.362741°E 1070 msnm                                                                      |           | Moleta de les Canals             | Modifica les dades a Wikidata |
|        | Punta de l'Aigua         | Paüls Horta de Sant Joan                  | muntanya     |         | 40° 55′ 40″ N, 0° 22′ 08″ E / 40.927734°N,0.368809°E 1092 msnm                                                                      |           |                                  | Modifica les dades a Wikidata |
|        | Punta de l'Esterrossall  | Paüls Prat de Comte                       | muntanya     |         | 40° 57′ 18″ N, 0° 23′ 35″ E / 40.9551°N,0.393108°E 917.4 msnm                                                                       |           |                                  | Modifica les dades a Wikidata |
|        | Punta de l'Àliga         | Prat de Comte Paüls                       | muntanya     |         | 40° 57′ 30″ N, 0° 24′ 37″ E / 40.958241°N,0.410199°E 758 msnm                                                                       |           | Punta de l'Àliga (Prat de Comte) | Modifica les dades a Wikidata |
|        | Punta de la Vall d'Anali | Paüls                                     | muntanya     |         | 40° 55′ 47″ N, 0° 26′ 30″ E / 40.92977778°N,0.44166667°E 383.5 msnm                                                                 |           |                                  | Modifica les dades a Wikidata |
|        | Punta del Llóbrec        | Paüls                                     | muntanya     |         | 40° 55′ 56″ N, 0° 26′ 28″ E / 40.9321°N,0.441056°E 377.3 msnm                                                                       |           |                                  | Modifica les dades a Wikidata |
|        | Punta dels Raus          | Paüls Horta de Sant Joan                  | muntanya     |         | 40° 56′ 05″ N, 0° 22′ 09″ E / 40.934824°N,0.369115°E                                                                                |           |                                  | Modifica les dades a Wikidata |
|        | Puntes de Vallmoll       | Paüls                                     | muntanya     |         | 40° 55′ 01″ N, 0° 26′ 11″ E / 40.91702778°N,0.43644444°E                                                                            |           |                                  | Modifica les dades a Wikidata |
|        | Roquer de Migdia         | Paüls                                     | muntanya     |         | 40° 56′ 17″ N, 0° 23′ 54″ E / 40.93819444°N,0.39827778°E 688.6 msnm                                                                 |           |                                  | Modifica les dades a Wikidata |
|        | Roquer del Morellà       | Paüls                                     | muntanya     |         | 40° 55′ 21″ N, 0° 22′ 53″ E / 40.92253611°N,0.38141667°E 621.9 msnm                                                                 |           |                                  | Modifica les dades a Wikidata |
|        | Tossal d'Engrilló        | Prat de Comte Horta de Sant Joan Paüls    | muntanya     |         | 40° 56′ 35″ N, 0° 22′ 15″ E / 40.9430405014°N,0.370789362269°E 1072 msnm                                                            |           | Tossal d'Engrilló                | Modifica les dades a Wikidata |
|        | Tossal del Puig          | Paüls                                     | muntanya     |         | 40° 56′ 16″ N, 0° 25′ 45″ E / 40.93777778°N,0.42913889°E 501.9 msnm                                                                 |           |                                  | Modifica les dades a Wikidata |
|        | l'Espina                 | Horta de Sant Joan Alfara de Carles Paüls | muntanya     |         | 40° 52′ 46″ N, 0° 21′ 39″ E / 40.8793690775°N,0.360899310112°E 1181 msnm                                                            |           | L'Espina (Alfara de Carles)      | Modifica les dades a Wikidata |
|        | la Tossa                 | Paüls Horta de Sant Joan                  | muntanya     |         | 40° 53′ 29″ N, 0° 22′ 22″ E / 40.8914°N,0.372778°E 1031.2 msnm                                                                      |           |                                  | Modifica les dades a Wikidata |
|        | moleta del Camp          | Paüls Horta de Sant Joan                  | muntanya     |         | 40° 54′ 00″ N, 0° 21′ 53″ E / 40.9°N,0.36475°E 1070.3 msnm                                                                          |           |                                  | Modifica les dades a Wikidata |

## serra
| imatge | Nom                   | Ubicat a               | instància de | Detalls | coordenades                                                             | Protecció | Commons (més fotos)          | Dades a WD                    |
| ------ | --------------------- | ---------------------- | ------------ | ------- | ----------------------------------------------------------------------- | --------- | ---------------------------- | ----------------------------- |
|        | Montaspre             | Alfara de Carles Paüls | serra        |         | 40° 53′ 52″ N, 0° 24′ 04″ E / 40.89766667°N,0.40116667°E 884 883.8 msnm |           | Montaspre (Alfara de Carles) | Modifica les dades a Wikidata |
|        | Montsagre de Paüls    | Paüls Prat de Comte    | serra        |         | 40° 56′ 53″ N, 0° 23′ 16″ E / 40.948°N,0.38763889°E 1045 msnm           |           | Montsagre de Paüls           | Modifica les dades a Wikidata |
|        | Serra Mitjana (Paüls) | Paüls                  | serra        |         | 40° 55′ 57″ N, 0° 25′ 17″ E / 40.9325°N,0.42144444°E 421.6 msnm         |           |                              | Modifica les dades a Wikidata |
|        | Serra de l'Espina     | Alfara de Carles Paüls | serra        |         | 40° 52′ 47″ N, 0° 21′ 44″ E / 40.87964722°N,0.36220278°E 1181.6 msnm    |           | Serra de l'Espina            | Modifica les dades a Wikidata |
|        | serra de les Deveres  | Paüls                  | serra        |         | 40° 56′ 31″ N, 0° 24′ 49″ E / 40.942°N,0.413636°E 661 msnm              |           |                              | Modifica les dades a Wikidata |
|        | serra dels Masos      | Paüls                  | serra        |         | 40° 55′ 22″ N, 0° 24′ 27″ E / 40.9228°N,0.4075°E 331.5 msnm             |           |                              | Modifica les dades a Wikidata |

## Misc
| imatge | Nom                        | Ubicat a                                                                                                 | instància de                                   | Detalls                             | coordenades | Protecció                                            | Commons (més fotos)    | Dades a WD                    |
| ------ | -------------------------- | --- | ---------------------------------------------- | ----------------------------------- | --- | ---------------------------------------------------- | ---------------------- | ----------------------------- |
|        | Engrilló                   | Paüls | vèrtex geodèsic                                | Alt: 1.2m                           | 40° 56′ 35″ N, 0° 22′ 15″ E / 40.943039°N,0.370775°E 1072.535 msnm                                               |                                                      |                        | Modifica les dades a Wikidata |
|        | Parc natural dels Ports    | Arnes Horta de Sant Joan Prat de Comte Alfara de Carles Paüls Roquetes Tortosa Mas de Barberans la Sénia | parc natural àrea protegida parc natural       | 2001 Superfície: 35050 35404.4537ha | 40° 48′ 28″ N, 0° 19′ 07″ E / 40.80783056°N,0.31860278°E                                                         |                                                      | Els Ports Natural Park | Modifica les dades a Wikidata |
|        | Paüls                      | Paüls | entitat singular de població capital municipal | 543 hab                             | 40° 55′ 20″ N, 0° 23′ 55″ E / 40.92227727°N,0.39861088°E 40° 55′ 00″ N, 0° 24′ 00″ E / 40.91667°N,0.4°E 372 msnm |                                                      |                        | Modifica les dades a Wikidata |
|        | Pedrera de la Portella     | Paüls | pedrera                                        |                                     | 40° 56′ 27″ N, 0° 27′ 11″ E / 40.940838079714°N,0.453191588978°E                                                 |                                                      |                        | Modifica les dades a Wikidata |
|        | Pont de Mes Avall          | Paüls | pont                                           |                                     | 40° 55′ 27″ N, 0° 26′ 49″ E / 40.9240527792398°N,0.446853949213922°E                                             |                                                      |                        | Modifica les dades a Wikidata |
|        | barranc de les Fonts       | Xerta Paüls                                                                                              | curs d'aigua                                   | Llarg: 16km                         | 40° 55′ 26″ N, 0° 27′ 47″ E / 40.9239°N,0.463098°E                                                               |                                                      |                        | Modifica les dades a Wikidata |
|        | casa consistorial de Paüls | Paüls | casa consistorial                              |                                     | 40° 55′ 21″ N, 0° 24′ 01″ E / 40.9224631°N,0.4001673°E                                                           |                                                      |                        | Modifica les dades a Wikidata |
|        | castell de Paüls           | Paüls | castell                                        | Estil: arquitectura popular         | 40° 55′ 20″ N, 0° 23′ 54″ E / 40.922263°N,0.398355°E ca:Carrer Cap de la Vila 395 msnm                           | bé d'interès cultural bé cultural d'interès nacional | Castell de Paüls       | Modifica les dades a Wikidata |
|        | cementiri de Paüls         | Paüls | cementiri                                      | Estil: arquitectura popular         | 40° 55′ 23″ N, 0° 23′ 51″ E / 40.922984°N,0.397458°E                                                             | bé integrant del patrimoni cultural català           |                        | Modifica les dades a Wikidata |
|        | coll de la Carrasqueta     | Paüls Prat de Comte                                                                                      | collada                                        |                                     | 40° 57′ 21″ N, 0° 24′ 07″ E / 40.9558°N,0.401938°E 778 msnm                                                      |                                                      |                        | Modifica les dades a Wikidata |